# Święty Franciszek w ekstazie (fresk Giotta)
Święty Franciszek w ekstazie (wł. San Francesco in estasi) – dwunasty z dwudziestu ośmiu fresków z cyklu Sceny z życia św. Franciszka znajdujących się w górnym kościele Bazyliki św. Franciszka w Asyżu, którego autorstwo przypisywane jest Giotto di Bondone lub Pietro Cavalliniemu. Namalowany ok. 1295–1299.

## Tematyka
Autor fresku przedstawił scenę opisaną w Życiorysie większym św. Franciszka Bonawentury z Bagnoregio, napisanym w 1263. W rozdziale X tej średniowiecznej legendy przedstawiony zostaje epizod rzekomej lewitacji Franciszka z Asyżu, której świadkami byli inni zakonnicy franciszkańscy.

## Opis
Postać Biedaczyny znajduje się w centralnej części fresku. Franciszek unosi się nad ziemią z podniesionymi w formie krzyża rękami. Dół postaci przysłania okalający jasny obłok. Święty ma złotą aureolę. W prawym górnym rogu artysta przedstawił błogosławiącego Chrystusa, który wyłania się z symbolizujących niebo okręgów. W prawym dolnym rogu skalne wzgórze symbolizujące nowotestamentalną Górę Tabor lub franciszkańską La Vernę. Grupa franciszkanów w brązowych habitach przypatruje się lewitującemu założycielowi. Nad nimi góruje majestatyczna brama miejska.